# 朱杞
趙王朱杞（1369年10月—1371年1月16日），是明太祖朱元璋庶第九子，所出不詳，明朝第一次封的唯一一代趙王。
朱杞於洪武二年九月（1369年10月）出生，洪武三年（1370年）四月被封為趙王，但未就藩就在十二月甲申（1371年1月16日）過世，無諡號。